# سلفاتوري اسبوزيتو
سلفاتوري اسبوزيتو هو ممثل إيطالي ولد في 2 فبراير 1986.

## روابط خارجية
سلفاتوري اسبوزيتو على موقع IMDb (الإنجليزية)
- سلفاتوري اسبوزيتو على موقع ميتاكريتيك (الإنجليزية)
- سلفاتوري اسبوزيتو على موقع روتن توميتوز (الإنجليزية)
- سلفاتوري اسبوزيتو على موقع أول موفي (الإنجليزية)
- سلفاتوري اسبوزيتو على موقع قاعدة بيانات الفيلم (الإنجليزية)